# Prémio NAS em Neurociências
O Prémio NAS em Neurociências (em inglês:  NAS Award in the Neurosciences), é um prémio trienal, concedido pela National Academy of Sciences.
Este galardão premia contribuições extraordinárias para o progresso dos campos de neurociências.

## Laureados[1]
- 1988 - Seymour S. Kety e Louis Sokoloff
- 1991 - Paul Greengard
- 1994 - Walle J. H. Nauta
- 1998 - Vernon B. Mountcastle
- 2001 - Seymour Benzer
- 2004 - Brenda Milner
- 2007 - Jean-Pierre Changeux
- 2010 - Roger A. Nicoll
- 2013 - Solomon H. Snyder
- 2016 - Mortimer Mishkin